# Jeanne Mas et les Égoïstes
Albums de Jeanne Mas
Au nom des rois Désir d'insolence
Jeanne Mas et les égoïstes est le sixième album studio de Jeanne Mas, sorti en novembre 1996 chez Arcade.
Jeanne Mas change radicalement d'univers musical en proposant un album très rock. Malgré le peu de soutien des médias, deux singles en seront extraits : Côté H côté clean et Anna.

## Titres
1. Egoïstes (Jeanne Mas) 3:33
2. Les Marilyn (Jeanne Mas) 3:57
3. Ton nom (Jeanne Mas) 3:24
4. Côté H côté clean (Jeanne Mas) 3:52
5. 24 semaines (Jeanne Mas) 3:03
6. Quitte à lui mentir (Jeanne Mas) 3:23
7. Elle (Jeanne Mas) 4:15
8. Si fou si west (Jeanne Mas) 4:07
9. Banaliser tout (Jeanne Mas) 3:16
10. Comme dans les B.D. (Jeanne Mas) 4:12
11. Autant que toi (Jeanne Mas) 2:43
12. Anna (Jeanne Mas / Roberto Matarrazzo) 4:09
13. Côté H côté clean (version remix) (Jeanne Mas) 4:03
14. T'as tort (Jeanne Mas) 3:19

## Crédits
- Guitares : Hugo Ripoli, Francis Baffet
- Basse : Roberto Briot
- Batterie : Jean-Michel Groix
- Programmation : Jeanne Mas
- Mix : Kenneth Ploquin, Bruno Mylonas

- Production exécutive et direction artistique : Claude Ismael
- Enregistré et mixé aux studios Polygone (Toulouse), assistant : Stéphan Pélissier
- Mastering : Dyam (Raphaël)

## Singles
- Côté H côté clean - 1996
- Anna - 1997